# Bangladeschische Cricket-Nationalmannschaft in Simbabwe in der Saison 2003/04
Die Tour der bangladeschischen Cricket-Nationalmannschaft nach Simbabwe in der Saison 2003/04 fand vom 19. Februar bis zum 14. März 2004 statt. Die internationale Cricket-Tour war Bestandteil der Internationalen Cricket-Saison 2003/04 und umfasste zwei Tests und fünf ODIs. Simbabwe gewann die Test-Serie 1–0 und die ODI-Serie 2–1.

## Vorgeschichte
Simbabwe spielte zuvor ein Drei-Nationen-Turnier in Australien, Bangladesch eine Tour gegen England.
Das letzte Aufeinandertreffen der beiden Mannschaften bei einer Tour fand in der Saison 2001/02 in Bangladesch statt.

## Stadien
Die folgenden Stadien wurden für die Tour als Austragungsort vorgesehen.
| Stadion            | Stadt    | Kapazität | Spiele               |
| ------------------ | -------- | --------- | -------------------- |
| Queens Sports Club | Bulawayo | 9.000     | 2. Test; 1. & 2. ODI |
| Harare Sports Club | Harare   | 10.000    | 1. Test; 3. – 5. ODI |

## Kaderlisten
Bangladesch benannte seinen Kader am 24. Januar 2004.
Simbabwe benannte seinen Kader am 14. Februar 2004.
| Test | Test | ODI | ODI |
| Simbabwe | Bangladesch | Simbabwe | Bangladesch |
| --- | --- | --- | --- |
| - Heath Streak (K) - Andy Blignaut - Stuart Carlisle - Dion Ebrahim - Sean Ervine - Gavin Ewing - Grant Flower - Travis Friend - Trevor Gripper - Douglas Hondo - Blessing Mahwire - Ray Price - Tatenda Taibu (wk) | - Habibul Bashar (K) - Alamgir Kabir - Hennan Sarkar - Khaled Mashud (wk) - Manjural Islam - Mohammad Ashraful - Mohammad Rafique - Mushfiqur Rahmann - Rajin Saleh - Shahriar Hossain - Tapash Baisya | - Heath Streak (K) - Andy Blignaut - Gary Brent - Stuart Carlisle - Dion Ebrahim - Sean Ervine - Grant Flower - Douglas Hondo - Blessing Mahwire - Stuart Matsikenyeri - Ray Price - Barney Rogers - Tatenda Taibu (wk) - Mark Vermeulen | - Habibul Bashar (K) - Alok Kapali - Hennan Sarkar - Khaled Mahmud - Khaled Mashud (wk) - Manjural Islam - Mohammad Ashraful - Mohammad Rafique - Mushfiqur Rahmann - Rajin Saleh - Shahriar Hossain - Tapash Baisya - Tareq Aziz |

## Tour Matches
| 19. – 23. Februar Scorecard | Harare | Bangladeshis 199 (76.4) & 174 (69) | – | Zimbabwe A 183 (54) & 161 (59) |
|                             |        | Bangladeshis gewinnt mit 29 Runs   |   |                                |

| 3. März Scorecard | Kwekwe | Bangladesch 96-5 (28.3) | – | Simbabwe |
|                   |        | No Result               |   |          |

## Tests

### Erster Test in Harare
| 19. – 23. Februar Scorecard | Harare | Simbabwe 441 (160.2) & 242-8d (64.2) | – | Bangladesch 331 (115.4) & 169 (57.2) |
|                             |        | Simbabwe gewinnt mit 183 Runs        |   |                                      |

### Zweiter Test in Bulawayo
| 26. – 29. Februar Scorecard | Bulawayo | Bangladesch 168 (75.5) | – | Simbabwe 210-2 (60.2) |
|                             |          | Remis                  |   |                       |

## One-Day Internationals

### Erstes ODI in Bulawayo
| 6. März Scorecard | Bulawayo | Simbabwe | – | Bangladesch |
|                   |          | Abgesagt |   |             |

### Zweites ODI in Bulawayo
| 7. März Scorecard | Bulawayo | Simbabwe | – | Bangladesch |
|                   |          | Abgesagt |   |             |

### Drittes ODI in Harare
| 10. März Scorecard | Harare | Bangladesch 238-7 (50)         | – | Simbabwe 230-9 (50) |
|                    |        | Bangladesch gewinnt mit 8 Runs |   |                     |

### Viertes ODI in Harare
| 12. März Scorecard | Harare | Simbabwe 242-8 (50)            | – | Bangladesch 228 (49.2) |
|                    |        | Simbabwe gewinnt mit 3 Wickets |   |                        |

### Fünftes ODI in Harare
| 14. März Scorecard | Harare | Bangladesch 183 (48.5)         | – | Simbabwe 185-7 (42.3) |
|                    |        | Simbabwe gewinnt mit 3 Wickets |   |                       |

## Statistiken
Die folgenden Cricketstatistiken wurden bei dieser Tour erzielt.
| Tests            | Tests       | Tests   | Tests   | Tests   | Tests   | Tests   | Tests   | Tests   |
| Batting          | Batting     | Batting | Batting | Batting | Batting | Batting | Batting | Batting |
| Spieler          | Mannschaft  | Spiele  | Innings | Runs    | Average | HS      | 100s    | 50s     |
| ---------------- | ----------- | ------- | ------- | ------- | ------- | ------- | ------- | ------- |
| Stuart Carlisle  | Simbabwe    | 2       | 3       | 194     | 97,00   | 103*    | 1       | 1       |
| Sean Ervine      | Simbabwe    | 2       | 2       | 160     | 80,00   | 86      | 0       | 2       |
| Tatenda Taibu    | Simbabwe    | 2       | 2       | 117     | 58,50   | 59      | 0       | 2       |
| Manjural Islam   | Bangladesch | 2       | 3       | 105     | 52,50   | 39      | 0       | 0       |
| Rajin Saleh      | Bangladesch | 2       | 3       | 102     | 34,00   | 49      | 0       | 0       |
| Bowling          |             |         |         |         |         |         |         |         |
| Spieler          | Mannschaft  | Spiele  | Overs   | Wickets | Average | BBI     | 5W      | 10W     |
| Ray Price        | Simbabwe    | 2       | 54.4    | 8       | 20,00   | 4/61    | 0       | 0       |
| Douglas Hondo    | Simbabwe    | 2       | 49.4    | 7       | 14,00   | 3/49    | 0       | 0       |
| Tapash Baisya    | Bangladesch | 2       | 67      | 7       | 34,42   | 3/133   | 0       | 0       |
| Mohammad Rafique | Bangladesch | 2       | 97      | 6       | 39,33   | 4/121   | 0       | 0       |
| Heath Streak     | Simbabwe    | 2       | 41.2    | 5       | 12,60   | 4/44    | 0       | 0       |
| Andy Blignaut    | Simbabwe    | 1       | 26.4    | 5       | 17,00   | 3/12    | 0       | 0       |

| ODIs              | ODIs        | ODIs    | ODIs    | ODIs    | ODIs    | ODIs    | ODIs    | ODIs    |
| Batting           | Batting     | Batting | Batting | Batting | Batting | Batting | Batting | Batting |
| Spieler           | Mannschaft  | Spiele  | Innings | Runs    | Average | HS      | 100s    | 50s     |
| ----------------- | ----------- | ------- | ------- | ------- | ------- | ------- | ------- | ------- |
| Barney Rogers     | Simbabwe    | 3       | 3       | 131     | 43,66   | 54      | 0       | 2       |
| Heath Streak      | Simbabwe    | 3       | 3       | 106     | 53,00   | 45      | 0       | 0       |
| Rajin Saleh       | Bangladesch | 3       | 3       | 90      | 30,00   | 57      | 0       | 1       |
| Mohammad Ashraful | Bangladesch | 3       | 3       | 82      | 41,00   | 51*     | 0       | 1       |
| Stuart Carlisle   | Simbabwe    | 3       | 3       | 81      | 27,00   | 71      | 0       | 0       |
| Bowling           |             |         |         |         |         |         |         |         |
| Spieler           | Mannschaft  | Spiele  | Overs   | Wickets | Average | BBI     | 5W      | 10W     |
| Heath Streak      | Simbabwe    | 3       | 28.5    | 7       | 11,57   | 4/30    | 0       | 0       |
| Tareq Aziz        | Bangladesch | 3       | 24      | 7       | 19,42   | 3/38    | 0       | 0       |
| Khaled Mahmud     | Bangladesch | 3       | 25      | 5       | 21,20   | 4/19    | 0       | 0       |
| Grant Flower      | Simbabwe    | 3       | 26      | 4       | 27,75   | 3/36    | 0       | 0       |
| Sean Ervine       | Simbabwe    | 3       | 25.2    | 4       | 32,00   | 2/50    | 0       | 0       |
| Tapash Baisya     | Bangladesch | 3       | 30      | 4       | 38,50   | 3/45    | 0       | 0       |

## Player of the Series
Als Player of the Series wurden die folgenden Spieler ausgezeichnet.
| Serie | Player of the Series |
| ----- | -------------------- |
| ODI   | Heath Streak         |

### Player of the Match
Als Player of the Match wurden die folgenden Spieler ausgezeichnet.
| Spiel   | Player of the Match |
| ------- | ------------------- |
| 1. Test | Sean Ervine         |
| 3. ODI  | Mohammad Ashraful   |
| 4. ODI  | Heath Streak        |
| 5. ODI  | Khaled Mahmud       |